# Crazy Handful of Nothin'
Crazy Handful of Nothin' is de zesde en voorlaatste aflevering van het eerste seizoen van de televisieserie Breaking Bad. De aflevering werd voor het eerst uitgezonden in de Verenigde Staten op 2 maart 2008.

## Verhaal
Walter begint aan zijn chemotherapie en sluit zich ondertussen terug aan bij Jesse. Samen maken ze opnieuw methamfetamines. Terwijl Walter het product maakt, moet Jesse het op de straat verkopen. Dat levert amper geld op. Daarom besluit Jesse de opvolger van Krazy 8, een drugsdistributeur, op te zoeken. De opvolger heet Tuco en is een gevaarlijke en impulsieve man. Wanneer Jesse hem drugs aanbiedt, weigert Tuco geld in ruil te geven. Walter wil niet met zich laten sollen en brengt persoonlijk een bezoekje aan Tuco. Hij noemt zich Heisenberg en maakt Tuco duidelijk dat hij geld wil.
Ondertussen komt Hank dichter bij de waarheid. Het gasmasker dat hij gevonden heeft, behoort tot de school waar Walter werkt als leraar chemie. Maar Hank verdenkt de verkeerde persoon. Hij laat de conciërge arresteren.

## Cast
- Bryan Cranston - Walter H. White
- Anna Gunn - Skyler White
- Aaron Paul - Jesse Pinkman
- Dean Norris - Hank Schrader
- Betsy Brandt - Marie Schrader
- RJ Mitte - Walter White Jr.
- Raymond Cruz - Tuco
- Steven Michael Quezada - Gomez

## Titel
De titel van de aflevering is een quote uit de film Cool Hand Luke (1967) van regisseur Stuart Rosenberg. Het volledige quote luidt als volgt:
Dragline: Oh Luke, you wild, beautiful thing. You crazy handful of nothin'.
De vertaling van de titel is: een gekke (of waanzinnige) handvol met niets. Een handvol niets is wanneer iemand tijdens een kaartspel geen waardevolle kaarten in de hand heeft. Die persoon heeft dan meestal twee opties: opgeven of bluffen. Dat laatste doet Walter White op het einde van de aflevering wanneer hij drugsdistributeur Tuco een bezoekje brengt.

## Heisenberg
Walter noemt zich op een gegeven moment Heisenberg. Het pseudoniem staat symbool voor zijn dubbelleven en is tevens een verwijzing naar Werner Heisenberg, een van de grondleggers van de kwantummechanica.